# (36824) 2000 SQ86
2000 SQ86 (asteroide 36824) é um asteroide da cintura principal. Possui uma excentricidade de 0.18044220 e uma inclinação de 7.63825º.
Este asteroide foi descoberto no dia 24 de setembro de 2000 por LINEAR em Socorro.